# Christian Hermann Helverskov
Christian Hermann Helwerskov (Helverskou), født Henrichsen (9. december 1655 i København – 20. april 1733 i Skive) var en dansk godsejer og landsdommer. 
Han var søn af rådmand og overformynder Henrik Jakobsen og hustru Helene Helverskov, studerede jura ved Københavns Universitet og i udlandet. Han vendte hjem i 1681 og blev udnævnt til sekretær i Danske Kancelli.
I 1684 giftede han sig med Hedevig von Itzen. Hun var forældreløs og var derfor vokset op hos sin farbror, den velhavende københavnske handelsmand Albrecht Itzen. Hedevig von Itzen arvede hovedgården Irup i 1679. Ved sit giftermål blev Helverskov ejer af denne herregård, og samme år som han overtog Irup, blev han udnævnt til vicelandsdommer over Lolland-Falster.
24. maj 1688 blev Helverskov og hans søster, Anna Margrethe Helverskov (gift med landsdommer Peder Luxdorph) adlet, hvorved de antog deres moders navn. Samme år købte han Øland af den forgældede adelsmand Laurids Seefeld. I 1695 blev Helverskov udnævnt til virkelig landsdommer over Lolland-Falster, og i 1701 fik han titel af justitsråd.
Helverskov efterlod sig et værk i både poesi og prosa: En samling stykker til at more sig over (Rapsodia varia pro lubitus collectanea) i fem bind. Værket findes på Det Kongelige Bibliotek. Han har desuden udgivet en håndskreven lægebog, som opbevares i Dansk Folkemindesamling. Heri har han samlet en række husråd for forskellige lidelser og angivet, hvorledes de skulle behandles.
I 1728 døde Hedevig von Itzen, og Helverskov døde i 1733 i Skive, da han blev syg på vej hjem fra snapstinget i Viborg. De er begge begravet i Hørdum Kirke, hvor to epitafier er rejst over dem. 
Parret fik 3 døtre, men ingen søn, som overlevede dem, og derfor uddøde adelsslægten.